# 中央州 (パプアニューギニア)
中央州（ちゅうおうしゅう、Central Province）は、パプアニューギニア及びニューギニア島の東南部に位置する州である。 州都はポートモレスビー（ただしポートモレスビーは中央州に含まれない）。 州の面積は29,500 km²。人口は26万9756人（2011年国勢調査）。2007年10月9日に州政府はバウタマ (Bautama) に新州都を建設する計画を発表したが、2010年時点でほとんど進展していない。